# Елізабет Ноель-Нойманн
Елізабет Ноель (нім. Elisabeth Noelle Neumann; нар. 19 грудня 1916, Берлін — пом. 25 березня 2010, Алленсбах) — німецька професорка з комунікації Майнцького університету та засновниця Інституту демократії (нім. Instituts für Demoskopie, IfD) в Алленсбаху. Вона вважається піонеркою демократії в Німеччині й засновницею теорії «спіралі мовчання».

## Біографія
Дочка керуючого Ернста Ноеля і його дружини Єви, уродженої Шапер. Онука берлінського скульптора Фріца Шапера. Отримала освіту в Геттінгені, в Університеті Фрідріха Вільгельма в Берліні, Університеті Альбертіна в Кенігсберзі й Університеті Міссурі (Колумбія) (США).
Під час перебування при владі режиму Адольфа Гітлера була активісткою націонал-соціалістичної профспілки студенток (ANST), що входив до Націонал-соціалістичного союзу студентів Німеччини. Під час відвідування бункера Гітлера «Орлине гніздо» особисто познайомилася з фюрером.
У 1937—1938 рр. як стипендіатка Німецької служби академічних обмінів навчалася в США нових методів вивчення громадської думки. У 1940 р. проходила стажування в «Deutschen Allgemeinen Zeitung», співпрацювала з виданою Йозефом Геббельсом тижневою газетою «Das Reich», потім працювала у «Frankfurter Zeitung».
У своїй знаменитій дисертації «Вивчення громадської думки та масові опитування в США» вона пояснювала причини негативного іміджу Німеччини за кордоном, насамперед, за рахунок спотвореного відображення внутрішньонімецьких реалій в засобах масової інформації США: «З 1933 р. євреї, які монополізували більшу частину інтелектуального життя Америки, концентрують свої демагогічні здібності на цькування німців». У 1942 р. Геббельс після знайомства з її працями запрошував її до роботи як помічника, цьому, однак, тривала хвороба завадила Ноель-Нойманн.
У 1947 р. разом з першим чоловіком Еріхом Петером Нойманом вона заснувала Алленсбахский інститут по вивченню громадської думки. У наступні роки їй вдалося домогтися істотного розвитку методів репрезентативних масових опитувань.
У 1961—1964 роках — наукова співробітниця у Вільному університеті Берліна. В 1964 р. при підтримці Гельмута Коля була запрошена як професор в Університеті Майнца, де вона організувала інститут публіцистики, яким керувала до її відходу на пенсію в 1983 р. Була президентом ряду німецький наукових об'єднань у сфері вивчення громадської думки та масових комунікацій.
В науці отримала популярність теорія Ноель-Нойман про так званої «спіралі мовчання», згідно з якою люди, бачачи, що домінуючі суспільні установки, поширювані ЗМІ або їх найближчим соціальним оточенням, суперечать їх власної позиції, «замовкають», намагаються уникати висловлювати свою точку зору, боячись опинитися в меншості. Й чим сильніше їм здається поширеною панівна точка зору, тим сильніше вони «замовкають». Подолання «спіралі мовчання» можливо за рахунок нейтралізації в комунікативному полі ідей, що породжують соціальні страхи, або вкидання у нього більш сильних політичних ідей. Теорія Нейман отримала широку популярність, проте також піддавалася критиці внаслідок недостатності доказової емпіричної бази, а також тому, що сприймалася не як наукова, а як політична теорія, покликана мобілізувати перебували в меншості виборців християнських демократів ФРН в умовах перебування при владі соціал-демократів і домінуванні в західнонімецьких ЗМІ того часу лівоцентристської ідеології.
Також Ноель-Нойман піддавалася критиці за наявність антисемітських суджень у її докторської дисертації 1940 р.

## Нагороди
- 1976: орден «За заслуги перед Федеративною Республікою Німеччина»
- 1978: почесний доктор економічних, юридичних і соціальних наук Санкт-Галленской вищої школи
- 1978: медаль імені Олександра Рюстова
- 1987: медаль імені Віктора Матайи
- 1990: орден «За заслуги перед землею Баден-Вюртемберг»
- 1990: премія Гелен Дайнерман Всесвітньої асоціації дослідження громадської думки
- 1999: премія імені Ганса Мартіна Шлеєра
- 2005: почесна премія німецьких маркетингових досліджень Професійної спілки німецьких дослідників ринку та суспільства
- 2006: почесна премія в галузі публіцистики імені Герхарда Левенталя